# Raión de Ratne
Ratne (en ucraniano: Ратнівський район) fue un raión o distrito de Ucrania en el óblast de Volinia. En la reforma territorial de 2020, su territorio fue incluido en el raión de Kóvel.
Comprendía una superficie de 1437 km².
La capital era el asentamiento de tipo urbano de Ratne.

## Demografía
Según estimación 2010 contaba con una población total de 51653 habitantes.

## Otros datos
El código KOATUU es 724200000. El código postal 44100 y el prefijo telefónico +380 3366.